# Paracollyria
Paracollyria is een geslacht van insecten uit de familie der Ichneumonidae (gewone sluipwespen).

## Kenmerken
Deze insecten hebben een bruin lichaam, dat aan de achterzijde overgaat naar donker. De vleugels zijn geel met zwarte vlekken. De brede kop is bezet met lange, slanke antennen. Het vrouwtje heeft een legboor.

## Verspreiding en leefgebied
Dit geslacht komt voor in Afrika.

## Soorten
- Paracollyria calosoma
- Paracollyria carinifrons
- Paracollyria dapsilis
- Paracollyria fenestrata
- Paracollyria germana
- Paracollyria lutea
- Paracollyria pulchripennis
- Paracollyria ruficollis
- Paracollyria terebrator